# Kotte (lampa)

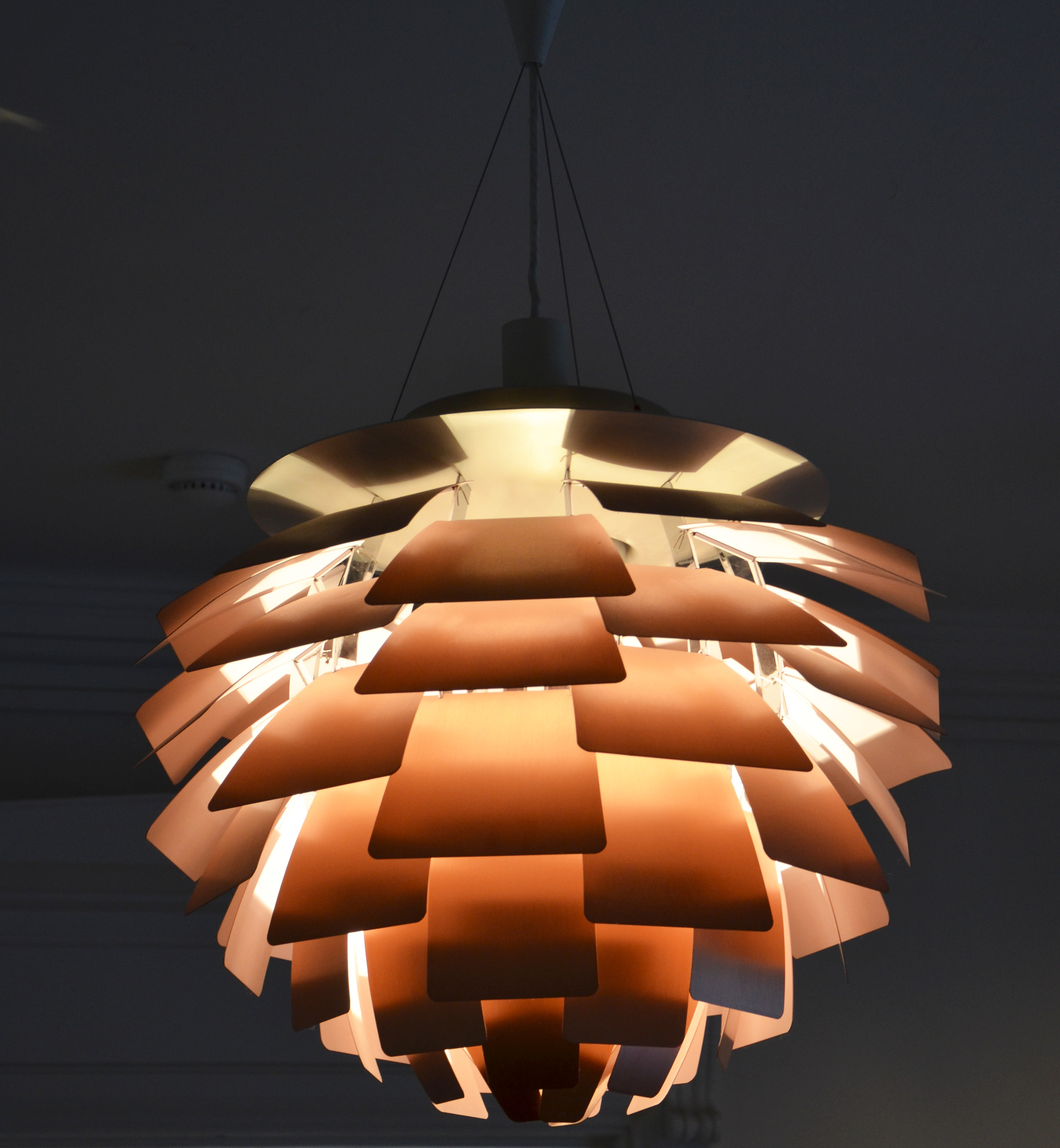
Kotte på Louisiana

Kotte, på danska Kogle, också benämnd Artichoke på engelska, är en lampmodell i metall av Poul Henningsen.
Kotte formgavs 1957, var tänkt för offentlig miljö och gjordes först för restaurant Langelinie Pavillon i Köpenhamn på uppdrag av arkitekterna Eva och Nils Koppel. De första modellerna hade en diameter på upp till 84 centimeter; år 2004 kom en mindre modell för privata bostäder och den tillverkas idag med diametrar mellan 46 och 84 centimeter. Poul Henningsen utgick från sin glaslampa Septima med sju skärmar från 1920-talet. De första skisserna hade skärmar i tio höjdnivåer och den lanserade färdiga produkten hade 72 skärmar med sex vardera på tolv höjdnivåer.
Den ursprungliga Kotten var tillverkad i koppar och hade en rosa insida. Den har senare tillverkats också i rostfritt och i vitlackerad metall.